# Tjorven och Mysak
Tjorven och Mysak är en svensk film från 1966 i regi av Olle Hellbom. Filmen är den tredje av fyra filmer baserade på karaktärerna från TV-serien Vi på Saltkråkan.

## Handling
Tjorven och de andra barnen på Saltkråkan har fått en lekdag i present. Farbror Melker får finna sig att hamna i sjön flera gånger. Barnen har hittat ett gammalt skepp som får namnet Albertina. De delar upp sig i två sjörövargäng och kämpar om önskestenen Mysak.

## Om filmen

### Inspelning
Filmen är inspelad i Artfilms ateljé samt Mälaröarna, Eckerö på Åland och Norröra i Stockholms skärgård.
Mysak är en liten miniatyrskulptur i emalj gjord av Karl Axel Pehrson.

### Visningar
Filmen hade premiär den 10 december 1966 och är barntillåten.
Tillsammans med de andra Saltkråkan-filmerna klipptes denna om till TV-avsnitt i TV-serien Så går det till på Saltkråkan med start hösten 1977.

### Mottagande
Filmen fick blandade recensioner av filmkritiker.
1967 deltog filmen i Barnfilmfestivalen i Moskva där den belönades med Sovjetiska pedagogiska akademins specialpris.

## Rollista
- Torsten Lilliecrona - Melker Melkersson
- Louise Edlind - Malin Malm
- Torsten Wahlund - Peter Malm
- Stephen Lindholm - Pelle Melkersson
- Kajsa Dandenell - Skrållan Malm
- Bengt Eklund - Nisse Grankvist
- Eva Stiberg - Märta Grankvist
- Maria Johansson - Maria "Tjorven" Grankvist
- Siegfried Fischer - gubben Söderman
- Kristina Jämtmark - Stina
- Manne Grünberger - fiskaren Vesterman[2]

## Musik i filmen
- Albertina av Evert Taube